# Bede László
Bede László (Szolnok, 1879. augusztus 11. – Szolnok, 1927. június 17.) vasúti asztalos, szociáldemokrata párttitkár.

## Élete
Bede István és Bozsó Anna fia, Szolnokon keresztelték 1879. augusztus 12-én. 1903. február 11-én Szolnokon házasságot kötött Szántó Máriával, Szántó Antal és Szatmári Erzsébet lányával.
1905-ben Szolnokon a Magyarországi Szociáldemokrata Párt (MSZDP) tagja, a földmunkásmozgalom vezetője volt, ahonnan azonban e tevékenysége miatt néhány évvel később kitoloncolták. 1915-ig járta az országot, ekkor behívták, majd miután leszerelt megkezdte a szolnoki földmunkások és fűrésztelepi dolgozók szervezését.
1919-ben küldöttként részt vett és felszólalt a tanácsok országos gyűlésén, ahol a népbiztosi választások előkészítésére alakult jelölő bizottság tagja lett.
1927-ben lett a helyi szociáldemokrata pártszervezet titkára, június 17-én azonban rövid betegséget követően elhunyt. Két nap múlva temették a szolnoki munkásság tömegei kísérték utolsó útjára, a ravatalnál Takács József búcsúztatta a szociáldemokrata párt és a földmunkásszövetség nevében. Haláláról az 1928. január 1-i számában a munkásmozgalom 1927-es halottjai között is megemlékezik a Népszava. A Magyarországi Földmunkások Országos Szövetség központi vezetőségének 1926–1927. évről szóló (1928-as) jelentésében is kitérnek halálára, ami nagy veszteség volt a szervezet számára.